# Borderlands
Borderlands è un videogioco sviluppato dalla Gearbox Software per PlayStation 3, Xbox 360, Microsoft Windows e Macintosh nonché primo capitolo dell'omonima serie videoludica Borderlands. È un looter-shooter, con elementi tipici di sparatutto in prima persona e light action RPG, ed è caratterizzato dalla particolare grafica, realizzata con la tecnica del cel-shading. Sono stati pubblicati quattro DLC: L'Isola degli zombie del Dr. Ned (24 novembre 2009), Le arene di Mad Moxxi (29 dicembre 2009), L'armeria segreta del Generale Knoxx (23 febbraio 2010) e La nuova roboluzione di Claptrap (28 settembre 2010). Tutti e quattro sono stati inclusi, insieme al gioco base, nella edizione uscita il 15 ottobre 2010 e rilasciata in versione macOS nel dicembre 2010 da Feral Interactive.
Durante il Gamescom 2011 la 2K Games ha annunciato, anche mostrando segmenti di gameplay il sequel di Borderlands, intitolato Borderlands 2. Il sequel è uscito il 21 settembre 2012.

## Trama
In un lontano futuro in cui numerose navi colonizzatrici sono atterrate su Pandora, un pianeta ai margini della galassia, i coloni sono alla ricerca di una vita migliore e sperano di diventare ricchi sfruttando le risorse minerarie del loro nuovo mondo. Ben presto però capiscono che il pianeta ha ben poco da offrire e la situazione degenera quando le compagnie minerarie abbandonano il pianeta, lasciando gli abitanti degli insediamenti alla mercé dei criminali addetti ai lavori forzati. A quel punto alcuni coloni tentano di arricchirsi depredando le misteriose rovine aliene sparse su Pandora e così essi scoprono la Cripta, un gigantesco bunker alieno che si dice contenga preziosa tecnologia e segreti dal valore inestimabile. Nessuno sa come accedere nella Cripta ma forse un nuovo colono, appena giunto nella cittadina di Fyrestone, potrebbe risolvere il mistero.

## Modalità di gioco
Il gioco può essere giocato in modalità giocatore singolo, da due giocatori che giocano in modo cooperativo attraverso la modalità split-screen sulle versioni console, e da fino a quattro giocatori che giocano in modo cooperativo online; quando sono presenti più giocatori, il gioco provvede a cambiare le statistiche dei nemici generati e il bilanciamento della difficoltà del gioco stesso.

### Classi e protagonisti
All'inizio dell'avventura il giocatore può scegliere uno tra i quattro personaggi disponibili, ciascuno dotato di capacità uniche e un'affinità particolare per alcuni tipi di armi, ulteriormente migliorabili aumentandone le relative abilità.
- Mordecai (il Cacciatore) - la sua abilità speciale consiste nel lanciare un grosso uccello da preda, di nome Bloodwing, che attacca i nemici. È specializzato con fucili di precisione, revolver e pistole a ripetizione.
- Roland (il Soldato) - può erigere una torretta-mitragliatrice automatica dotata di scudo energetico. È specializzato nell'utilizzo di fucili d'assalto e a pompa.
- Lilith (la Sirena) - capace di entrare in uno stato chiamato "Passaggio Di Fase" che le permette di diventare invisibile e avvicinarsi al nemico indisturbata, muovendosi a velocità raddoppiata. Inoltre, ogni volta che il suo potere si attiva o si disattiva, genera un'esplosione che danneggia gli avversari attorno. Predilige le armi elementali.
- Brick (Berserker) - può entrare in modalità berserk, incrementando drasticamente il danno da attacchi in mischia. Predilige le armi esplosive e i suoi pugni.

### Quest
Proprio come in un GDR, il giocatore dovrà completare delle quest che gli conferiranno punti esperienza, ricompense di ogni tipo e nuove armi. La storia principale prevede 30 quest, ma è possibile svolgere più di 130 missioni secondarie. I punti esperienza possono essere utilizzati per acquisire nuove abilità o incrementare l'efficacia di quelle già possedute, secondo un tipico schema ad albero.

### Sistema di generazione oggetti
Il gioco possiede un sistema di generazione casuale di oggetti simile a quello presente in Diablo: esso permette di generare circa 17 milioni di armi differenti, variando di volta in volta i numerosi parametri di cui esse sono dotate (danni, velocità di fuoco, precisione, colore, effetti elementali aggiuntivi).
Le armi sono categorizzate per rarità crescente nei colori bianco, verde, blu, viola, arancio. Alcune armi per poter essere utilizzate richiedono il raggiungimento di un certo livello di esperienza.

## DLC e contenuti scaricabili
Sono stati rilasciati quattro DLC per Borderlands, tutti contenuti nell'edizione "Game of the Year", qui presentati in ordine di rilascio.

### L'Isola degli zombie del Dr. Ned
Viene aggiunta una nuova area, che a sua volta comprende nuove zone, nuove missioni e nuovi personaggi. Questo DLC permette di raggiungere un'area di Pandora completamente invasa da zombie, la finalità delle missioni è scoprire il motivo di tale invasione e scoprire le reali intenzioni del Dr. Ned, fratello del Dr. Zed.

### Le arene di Mad Moxxi
Viene aggiunta una nuova area, un'arena dove affrontare diverse sfide indette da Mad Moxxi, proprietaria dell'arena stessa. Viene aggiunta anche la banca che permette di depositare gli oggetti dello zaino.

### L'armeria segreta del Generale Knoxx
Viene aggiunta una nuova area, che a sua volta comprende nuove zone, nuovi personaggi e nuove missioni. Questo DLC, considerato il più difficile, è consigliato per personaggi di livello 35 o superiore. È ambientato in una zona di Pandora completamente invasa dai soldati Lance, guidati dal Generale Knoxx, che stanno creando nuove armi per impadronirsi del pianeta.

### La nuova roboluzione di Claptrap
Viene aggiunta una nuova area, che a sua volta comprende nuove zone, nuovi personaggi e nuove missioni. Il DLC riprende la trama principale: dopo che un Claptrap viene invaso da una scossa elettrica esso crea un'armata di Claptrap per conquistare Pandora, diventando il principale antagonista.

## Accoglienza
| Recensore    | Voto                           |
| ------------ | ------------------------------ |
| GameRankings | 85 (Xbox 360) 83 (PS3) 80 (PC) |
| Metacritic   | 84 (Xbox 360) 83 (PS3) 81 (PC) |

La riuscita fusione tra GDR e FPS, lo stile grafico cel-shading, il multiplayer altamente coinvolgente e cooperativo, insieme a tutte le sue altre particolarità, hanno reso in poco tempo Borderlands uno dei giochi più apprezzati da pubblico e critica nel corso della settima generazione. Nel 2011 IGN ha eletto Borderlands uno dei cento videogiochi più moderni della settima generazione, posizionandolo al 35º posto; inoltre un evento legato alla trama del gioco, la comparsa del Rakk Hive, è stato inserito da IGN all'85º posto nella lista dei cento migliori momenti nella storia dei videogiochi. Ancora IGN, nel 2013, ha pubblicato la lista dei 100 migliori sparatutto in prima persona scelti dai suoi esperti, dove Borderlands ha raggiunto il 67º posto.
Le prenotazioni di Borderlands nei soli Stati Uniti d'America raggiunsero la quota di oltre 80 000 copie, facendolo diventare uno dei giochi più prenotati del 2009. A soli 3 mesi dalla sua pubblicazione, Borderlands, aveva già venduto più di 2 milioni di copie in tutto il mondo. A febbraio 2010  il gioco è arrivato a toccare le 3 milioni di copie vendute, che nell'agosto 2011 salirono a 4,5 milioni. A distanza di diversi anni, Borderlands ha superato le 5 milioni di copie vendute.
Il gioco non era previsto per il mercato nipponico, ma è stato pubblicato da Microsoft Game Studios in Giappone nella versione per Xbox 360, vendendo solo 30.000 unità a causa del basso numero di console Microsoft nel paese.
La rivista Play Generation lo classificò come uno dei quattro migliori sparatutto che non si accontentava di essere uno sparatutto.

## Grafica
Borderlands utilizza una versione modificata per il cel-shading dell'Unreal Engine 3, noto come Willow Engine. Tra le versioni per console sono riscontrabili alcune sostanziali differenze. In primo luogo su Xbox 360 il gioco sfrutta la tecnologia ambient occlusion, assente sulla versione PlayStation 3. Tuttavia, a costo dell'ambient occlusion, su Xbox 360 sono riscontrabili anche problemi di mip mapping, e texture mapping a bassa risoluzione (armi, personaggi); problemi totalmente assenti su PlayStation 3, grazie alle SPE del Cell, texture ad alta risoluzione.
Su entrambe le console Borderlands ha una risoluzione nativa standard HDTV 1280x720 pixel, e non utilizza alcun tipo di antialiasing. Ha un framerate che oscilla tra i 28 e i 30 fps, e in determinati momenti riducibili anche a 18-17 fps; lo screen tearing varia dal 13,7 al 21,6%.

## Rimasterizzazione
Una versione rimasterizzata del gioco, chiamata Borderlands: Game of the Year Edition Enhanced, è stata rilasciata il 3 aprile 2019 per Playstation 4, Xbox One e PC.

## Sequel
Nel 2012 è uscito il seguito, Borderlands 2.

## Adattamento cinematografico
Nel 2024 è uscito nelle sale il film ispirato al videogioco, co-scritto e diretto da Eli Roth. I protagonisti sono Cate Blanchett, Kevin Hart, Jack Black, Ariana Greenblatt e Jamie Lee Curtis.